# 세미와 매직큐브
《세미와 매직큐브》는 EBS가 기획하고 제작한 대한민국의 애니메이션이다. 1기는 2018년 8월 1일부터 2019년 2월 7일까지 EBS 1TV에서 매주 수·목요일 오후 6시 5분에 방송되었으며, 또한 2기는 2020년 3월 30일부터 5월 26일까지 EBS 1TV에서 매주 월~수요일 오후 5시 45분에 방송되었다.

## 등장인물

### 주요 인물
- 세미 - 10년전 제트(Z)에게 부모님이 희생당해 3명의 사촌 오빠랑 같이 살고 있었다. 와이(Y)를 만나 수학마법을 배워가는 매직큐브가 선택한 대수학술사이다. '공포의 빨간치마'라고도 불린다. 수학에 대한 열정이 넘친다. 1기에선 머리가 길어서 땋았지만, 2기에서는 단발머리이다. 어여쁘고 단정한 외모를 가지고 있어서 여러 사람이 반했다. 오빠들을 생각하는 마음이 크다. 상급마법을 쓸 정도로 마법실력이 뛰어나다.

사용할 수 있는 마법: 어둠의 마법을 제외한 모두 다.
- 엑스(X) - 교장의 아들. 제트(Z)때문에 타락했지만 26화에 다시 되돌아온다. 와이(Y)에게 열등감이 있다.

사용할 수 있는 마법: 어둠의 수학술 + 최상급 마법 제외 모두.
- 와이(Y) - 교장의 제자, 세미와 교장을 지키려다 엑스(X)의 마법을 맞아 백호(여러인물에게 고양이나 강아지로 착각 당했다.)가 되어버렸지만 눈물을 흘리면 돌아온다. 18세. 성격이 오만방자 하다.

사용할 수 있는 마법: 최상급 단계 마법,어둠의 마법 제외 모두 다.
- 제트(Z) - 10년전 세미의 부모님을 살해한 후 두루마리를 훔쳐 엑스(X)를 흑화시킨다. 25화에 정확한 모습이 드러났지만 26화에 소멸한다. 시즌2에 되돌아오고 다시 소멸한다.

사용할 수 있는 마법: 어둠 마법.
- 홍고하 - 3화에 첫 등장한 인물이다. 딱히 특별한 능력도 없고 문제, 암호도 잘 풀 수도 없는 무능력이지만 자기 가방에서 물건을 잘 찾고 최첨단 기계는 잘 다룰 수 있다. 홍정하의 후손이다. 그리고 미래에는 데스페라도 라는 이름의 최고의 타임에이전트가 되고, 시월과 연인 사이가 된다.

사용할 수 있는 마법(능력): 하나도 없음.
- 엑스돌이 - 엑스(X)의 마법으로 태어나 3화에서 첫 등장한 인물이다. 다양한 구슬을 던져 공격한다.다양한 인물들에게 꼬맹이라고 불린다. 자신이 깜찍하고 매력이 치명적인 줄 착각한다.

사용할 수 있는 마법: 어둠의 마법 구슬.
- 흑돌 - 숙종이 다스리던 시대의 조선 시대에서 살던 유일하게 남아있는 독고파 무사다. 무한검을 뽑아서 21화에서 검에 갇혔다. 24화에서 다시 등장했지만 결국엔 다시 갇혔다. 하지만 2기에서 다시 등장한다. 세미를 좋아하며 와이에게는 차갑게 대한다. 세미를 세미낭자라고 부르고 홍고하를 홍소년이라고 부른다. 세미, 홍고하에게 무사님이라고 불린다.

사용할 수 있는 마법(능력):무한검법
- 교장 - 엑스(X)의 아버지이자 와이(Y)의 스승, 또한 수학마법학교의 교장이다.

사용할 수 있는 마법: 최상급 단계 마법 제외 모두.
- 스승 - 흑돌의 스승이다.

사용할 수 있는 마법: 독고파 무사의 마법
- 시월 - 미래에서 온 인물이다. 타임에이전트이며 2기에서 홍고하를 지킨다. 그리고 미래의 홍고하와 연인사이, 스승과 제자 사이. 홍고하를 귀염둥이라고 부른다. 무술을 잘한다.

사용할 수 있는 마법(능력):부채소환
- 흑풍의 발키리 - 제트(Z)를 동경하는 어둠의 마녀이다.

사용할 수 있는 마법: 어둠의 마법

### 그외의 인물
- 나세르 - 독고파를 처음 만든 알함브라 궁전의 무사. 2기에서 호기심으로 무한검을 뽑았다가 갇히고 말았다.
- 성배의 세 정령 - 하나는 물, 하나는 불, 하나는 풀 생김새를 하고 있다. 물은 이성적이고 양쪽에 공정하며, 불은 욕망이 있는 것을 좋아하고, 풀은 오로지 선하다고 생각하는 것만 좋아한다.
- 엘리제 - 음악 행성 뮤지크에 사는 소녀. 베토베니를 존경하며, 좋아한다.
- 베토베니 - 음악 행성 뮤지크에 사는 음악술사. 비록 청각을 잃었지만 세미 덕에 희망을 갖고 다시 음악을 할 수 있어 세미를 좋아하게 된다.

## 위인 캐릭터
3화: 레온하르트 오일러
5화: 파라오
7화: 홍정하
9화: 아르키메데스
11화: 셜록홈즈
22화: 레오나르도 다빈치
2기 10화: 루트비히 판 베토벤, 볼프강 아마데우스 모차르트, 요제프 하이든

## 수학 마법 목록 및 엑스돌이의 구슬 목록, 아이템 목록
초급:가, 감, 제, 승
중급:올가미, 벽, (세미의 경우 몸 주변 벽, 와이와 다른 사람의 경우는 주변 물체를 방어로 만듦.)폭파, 감금
고급:소용돌이
최상급:가열, 감열, 물의 노래, 불의 춤
어둠의 마법
표창, 창, 어둠의 창, 어둠의 올가미, 폭발, 0의 카오스, 소멸, 검은 회오리, 검은 소용돌이, 공허의 카오스
무한 검의 마법
월광미소, 빙산맹화, 미소천사, 무한검법
엑스돌이의 구슬 마법
폭탄
보쌈
연막
감

### 아이템

#### 수학마법학교
- 매직큐브
- 와이의 주판
- 우퍼 해드폰
- 주술띠

#### 시월, 홍고하가 사는 현실세계
- 타임워치
- 다고쳐 반창고 등등

## 방영 목록
| 회차 | 제목                            | 방송 일자        |
| ---- | ------------------------------- | ---------------- |
| 1화  | 깨어난 매직큐브                 | 2018년 8월 1일   |
| 2화  | 위기에 빠진 수학마법학교        | 2018년 8월 2일   |
| 3화  | 또 다른 시간여행자!             | 2018년 8월 8일   |
| 4화  | 끝나지 않는 달리기              | 2018년 8월 9일   |
| 5화  | 스핑크스의 수수께끼             | 2018년 8월 15일  |
| 6화  | 석실에서 탈출하기               | 2018년 8월 16일  |
| 7화  | 독고파 무사 흑돌                | 2018년 8월 22일  |
| 8화  | 조선시대 수학대결               | 2018년 8월 23일  |
| 9화  | 점박이 사기꾼                   | 2018년 8월 29일  |
| 10화 | 수상한 호텔                     | 2018년 8월 30일  |
| 11화 | 매직큐브 도난 사건              | 2018년 9월 5일   |
| 12화 | 범인은 바로 너!                 | 2018년 9월 6일   |
| 13화 | 와이 없는 시간여행              | 2018년 12월 26일 |
| 14화 | 승하여라! 테셀레이션도! 사랑도! | 2018년 12월 27일 |
| 15화 | 세 도적                         | 2019년 1월 2일   |
| 16화 | 엑스돌이의 습격!                | 2019년 1월 3일   |
| 17화 | 미래 소녀                       | 2019년 1월 9일   |
| 18화 | 겁쟁이 군인                     | 2019년 1월 10일  |
| 19화 | 용기와 두려움                   | 2019년 1월 16일  |
| 20화 | 고스트나이트                    | 2019년 1월 17일  |
| 21화 | 무한 검의 비밀                  | 2019년 1월 23일  |
| 22화 | 다시 한 번만, 타임워치!         | 2019년 1월 24일  |
| 23화 | 다시 만난 흑돌                  | 2019년 1월 30일  |
| 24화 | 돌아온 수학마법학교             | 2019년 1월 31일  |
| 25화 | 매직큐브의 비밀                 | 2019년 2월 6일   |
| 26화 | 성배의 시험                     | 2019년 2월 7일   |
| 27화 | 다시 깨어난 매직큐브            | 2020년 3월 30일  |
| 28화 | 뒤틀린 세계                     | 2020년 3월 31일  |
| 29화 | 공포의 섬                       | 2020년 4월 1일   |
| 30화 | 비밀의 석판                     | 2020년 4월 6일   |
| 31화 | 무한 검의 세계                  | 2020년 4월 7일   |
| 32화 | 망각의 강                       | 2020년 4월 8일   |
| 33화 | 흑돌을 찾아서                   | 2020년 4월 13일  |
| 34화 | 대결! 시시포스                  | 2020년 4월 14일  |
| 35화 | 행성 뮤지크                     | 2020년 4월 15일  |
| 36화 | 마지막 음악술사                 | 2020년 4월 20일  |
| 37화 | 마법곡 월광소나타               | 2020년 4월 21일  |
| 38화 | 블랙 세미의 등장                | 2020년 4월 22일  |
| 39화 | 유토피아                        | 2020년 4월 27일  |
| 40화 | 완벽하지 않아도 괜찮아!         | 2020년 4월 28일  |
| 41화 | 메마른 세계                     | 2020년 4월 29일  |
| 42화 | 사라진 매직큐브                 | 2020년 5월 4일   |
| 43화 | 큐브의 선택                     | 2020년 5월 5일   |
| 44화 | 사라진 아이들                   | 2020년 5월 6일   |
| 45화 | 검은 그림자의 탄생              | 2020년 5월 11일  |
| 46화 | 발키리의 목적                   | 2020년 5월 12일  |
| 47화 | 사라진 수학자들                 | 2020년 5월 13일  |
| 48화 | 사람들을 구하는 이유            | 2020년 5월 18일  |
| 49화 | 안녕, 엑스                      | 2020년 5월 19일  |
| 50화 | 과거와 미래                     | 2020년 5월 20일  |
| 51화 | 숨겨진 성배를 찾아서            | 2020년 5월 25일  |
| 52화 | 정해진 미래는 없어!             | 2020년 5월 26일  |
| 53화 | ???                             | 2024년 방영예정  |

## 목소리 출연
- 박지윤: 세미
- 김명준: 엑스
- 남도형: 와이
- 정재헌: 제트, 교장
- 심규혁: 홍고하
- 권지애: 엑스돌이
- 김영선: 흑돌
- 곽규미: 시월
- 최덕희: 발키리
- 엄상현: 스승
- 그 외(1기): 엄상현, 오민혁, 정영웅, 이민규, 전태열, 한만중, 김보민
- 그 외(2기): 전태열, 장은숙, 김영은, 정혜원, 조경이, 민승우, 김하루, 홍범기, 이상준, 김아롱, 이보용

## 제작진

### 1기
- 제작지원: 방송통신위원회, 방송통신발전기금
- 책임 프로듀서: 한상호
- 프로듀서/감독: 최미란
- 시나리오: 안유정, 박지연
- 수학자문: 이강숙
- 캐릭터 원작: 양스마일 픽쳐스
- 애니메이션 제작: 레인보우 브릿지 스튜디오, 두루픽스
- 제작총괄: 김현수
- 프로듀서: 심재은, 류진선, 신다예
- 캐릭터디자인: 최수정, 이진주, 김경채, 조요한, 소경호, 윤헌, 노현이
- 소품 디자인: 이찬형, 배완례, 소윤선, 김경채, 이진주
- 스토리보드: 조영대, 김미향, 신다예, 최수정
- 애니메틱스: 손명진, 정은수
- 레이아웃: 이찬형, 배완례, 최수정, 이진주, 김은지
- 원화: 김상민, 박해나, 최상필, 이철학, 박연경, 이웅현, 조후상, Song-qingxin, Dong-peng, Ju-hao
- 동화: 장홍서, Zhang-hong-rui, Geng-xin, Wang-ai-Ju, Zhang-li-min, Sun-yu-ping, Lin-xiao, Wei-yu-chen, Pang-yi-wei, Zhao-xin-yi, Sun-ming-hao, Zhao-tian-yang, Meng-fan-sheng
- 컬러: 이추향, Ji-jia-ping, Meng-ling-hua, Zhang-hong-fang, LI-qiu-xiang
- 애니메이팅: 이찬형, 배완례, 황철, 이정현, 양선인, 김아름, 배지형, 양연숙, 이구순, 김보람, 김대현, 김미선, 박해청, Tan-wenfeng, Wang-lin, Jiao-shengdi
- 배경: 유상하, 정우진, 이주희, 송기동, 이대희, 차주선, 박성현, 이혜임, 임혁수, 조한모, 서강호, 이수지, 최태미, Wang-yuquan, Yang-simiao, Jiang-dianbo
- 촬영/편집: 손명진, 정은수, 한국주, 홍석찬
- 음악 감독: 김동욱
- 작곡: 김동욱, 임보미, 채민주
- 음향 감독: 김지희
- 오프닝 작사: 김영섭
- 엔딩 작사: 안유정
- 노래: 김관호, 승애림, 정흠밴드
- 녹음/믹스: POPES
- 사업 총괄: 문현식
- 사업 기획: 장정환, 박설아, 유승현
- 종합 제작

(MBC 그룹에는 없이)
- - 토키 미디어
    - 편집감독: 우동철
    - 음향감독: 김성두
    - 컴퓨터그래픽: 김남시
    - 조연출: 김은경, 김지현, 김다녕
    - 연출: 최미란
- 기획·제작: EBS

### 2기
- 제작지원: 방송통신위원회, 방송통신발전기금
- 책임 프로듀서: 안소진
- 프로듀서: 최미란
- 시나리오: 안유정, 박지연
- 수학 자문: 김영종
- 사업 기획: 박설아
- 캐릭터 원작: 양스마일 픽쳐스
- 애니메이션 제작: 레인보우 브릿지 스튜디오, [두루픽스]
- 제작 총괄: 김현수
- 프로듀서: 심재은, 류진선, 이다혜, 정지은
- 캐릭터 디자인: 최수정, 이진주, 남정민, [요한12스튜디오](노현이, 소경호)
- 배경 디자인: 유상하, 정형헌, 신현중, 양미숙, 이미경, 이수정, 조연주, 홍성희, 황연주
- 스토리보드: 조영대, 최석훈, 최수정
- 애니메틱스: 이다혜, 정지은
- 레이아웃: 이찬형, 배완례, 최수정, 이진주, 소윤선, 박규연, 남정민
- 소품 디자인: 이찬형, 배완례, 최수정, 이진주, 소윤선, 박규연, 남정민
- 원화: 이찬형, 배완례, 최수정, 이진주, 원동우, 홍재성, 강선영, 이진숙, Dong Peng, Park Haena, Park Haecheong, Wu Jiaxin, Song Hui, Yan Shuyue, Han Sihua, Han Xianglan, Zhong Wang
- 동화/컬러: 이찬형, 배완례, 최수정, 이진주, 박규연, 남정민, 최찬영, 박소현, 황철, 이정현, 김아름, 김성령, 김대현, 김미선, 배지형, 양연숙, 이구순, 김보람, Tan Wenfeng, Yuan Ming, Jiao Shengdi
- 배경: 유상하, 정형헌, 신현중, 양미숙, 이미경, 이수경, 조연주, 홍성희, 황연주, 서강호, 이수지, 최태미, 이슬기, 장해리, Sun Wenqing, Wang Yuquan, Yang Simiao, Jiang Dianbo
- 촬영/편집: 손명진, 정은수, 소윤선, Wei Xiaohan
- 음악: 김동욱, 임보미, 채민주, 김완정
- 음향: 김지희, 김수경
- 오프닝 작사: 김영섭
- 엔딩 작사: 안유정
- 노래: 정민경
- 녹음/믹스: POPES
- [종합 제작]
  - 편집감독: 우동철
  - 조연출: 김은경, 전영준
  - 연출: 최미란
- 기획·제작: EBS

### 세미와 함께하는 가스안전
- 제작지원: 한국가스안전공사
- 기획·제작: EBS